# Киндиойская восковая пальма
Киндиойская восковая пальма (лат. Ceroxylon quindiuense) – вид растений рода Цероксилон (Ceroxylon) семейства Пальмовые (Arecaceae), произрастающий на территории Колумбии и Северного Перу.
Эта пальма признана самой высокой среди всех произрастающих на планете. Достижение было официально зафиксировано в Книге рекордов Гиннесса, когда в 2017 году был обнаружен экземпляр высотой 59,2 метра. Киндиойская восковая пальма также является национальным деревом Колумбии.

## Название
Родовое латинское (научное) название Ceroxylon происходит от латинских слов Cero, что означает «покрытие воском», и xulon, что означает «древесина». Видовой эпитет quindiuense связан с регионом, где эта пальма произрастает — Киндио, Колумбия.
Другие названия — «Восковая пальма Киндио» (англ. Quindio Wax Palm), «Андская восковая пальма» (англ. Andean Wax Palm) или «Пальма-де-сера-дель-Киндио» (исп. Palma de cera del quindio).

## Описание
Ствол длиной от 20 до 45 (или даже 60) м и диаметром от 25 до 40 см, белого цвета с выступающими листовыми рубцами, покрыт очень толстым слоем воска.
Крона пальмы состоит от 14 до 20 листьев, образующих густую полушаровидную форму. Влагалище листа длиной от 70 до 120 (или даже 176) сантиметров и покрыто густыми светло-коричневыми волосками. Черешок листа длиной от 29 до 80 см и шириной на вершине от 8,5 до 10,0 см. С нижней (абаксиальной) стороны имеется густой покров из белых опадающих чешуек с сохраняющимся утолщенным восковым основанием. Рахис листа длиной от 185 до 540 см, по верхней (адаксиальной) стороне уплощен на половину или больше своей длины, гладкий. С нижней стороны рахис покрыт плотным слоем волокнистых чешуек от белого до кремового цвета.

## Распространение

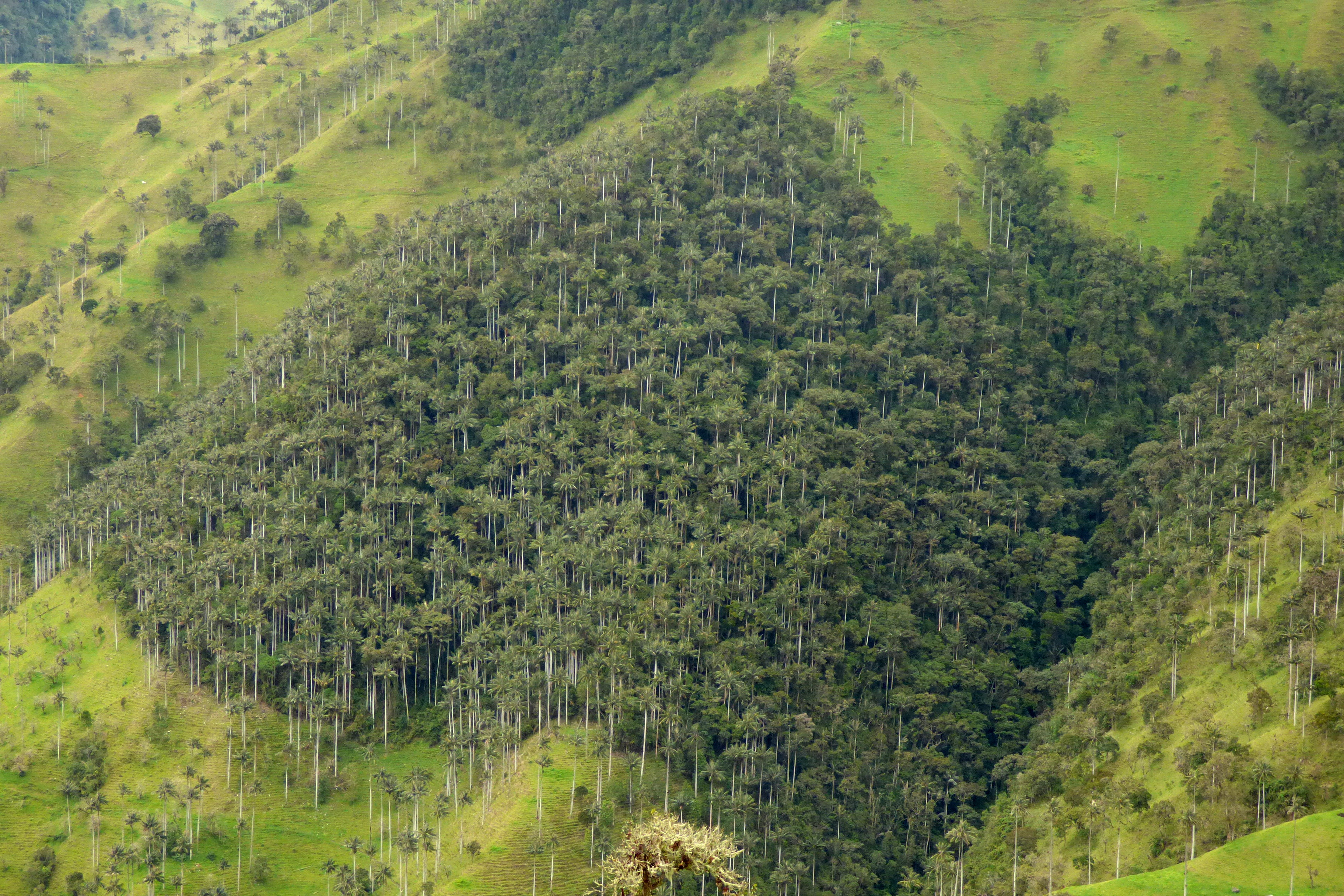
Плотная популяция

Киндиойская восковая пальма встречается в Колумбии и Перу. В Колумбии ее популяции разрознены в Андах, вдоль центральной и восточной части Кордильер (близко к границе с Венесуэлой), с незначительным присутствием в западных Кордильерах. В Перу она образует популяции в северных частях Анд. В основном эта пальма произрастает во влажных горных лесах на высотах от 2000 до 3000 метров, иногда достигая 3150 метров. Часто формирует крупные и плотные популяции, многие из которых сохраняются на пастбищах и в остатках лесов, особенно на крутых склонах.

## Таксономия
Ceroxylon quindiuense (H.Karst.) H.Wendl., первое упоминание в Bonplandia (Hannover) 8: 70 (1860).

### Синонимы
Гомотипные (основанные на одном и том же номенклатурном типе):
- Klopstockia quindiuensis H.Karst. (1859)

Гетеротипные (основанные на разных номенклатурных типах):
- Ceroxylon floccosum Burret (1929)

## Применение

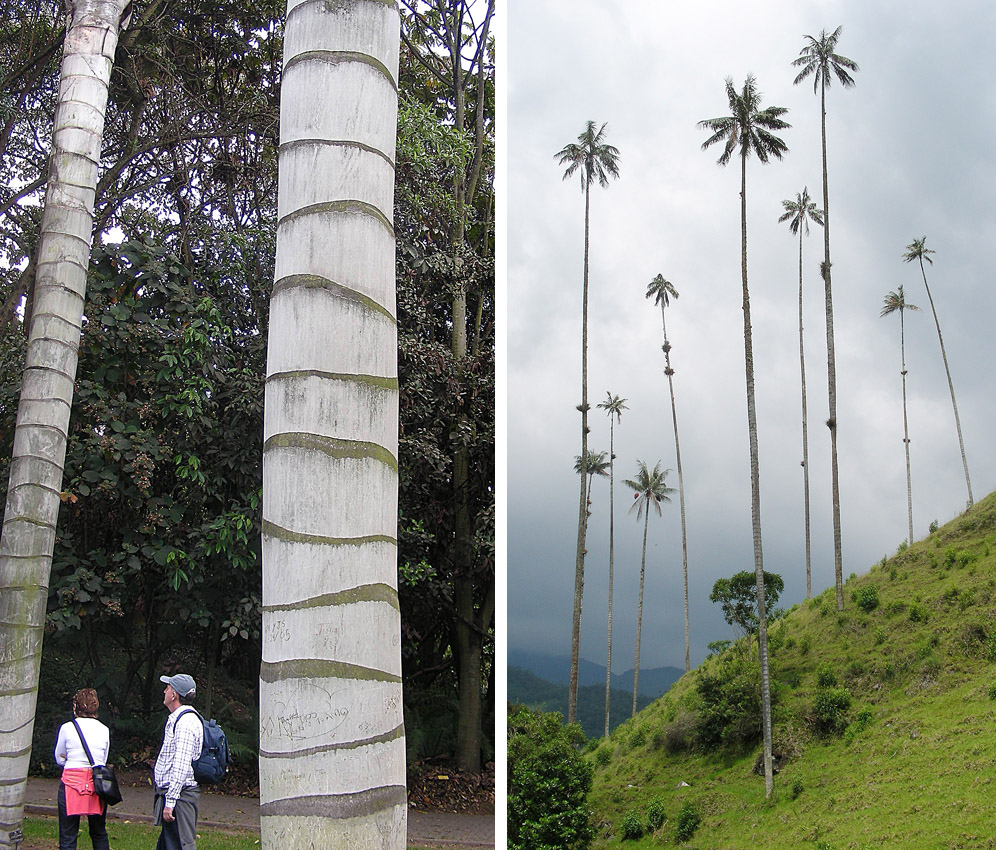
Высокие стволы

В прошлом молодые листья пальмы массово срезались для использования во время Вербного воскресенья во время Пасхи. Эта практика стала коммерческой и представляла угрозу виду, однако благодаря законодательным ограничениям и широкомасштабной информационной кампании в последние годы она значительно сократилась. Стволы пальм используют в качестве столбов, для строительства домов и ограждений, доски применяются для отделки внутренних стен.
В XIX веке добыча воска, покрывающего стволы, была важной экономической деятельностью в Колумбии. Воск использовался для изготовления свечей и спичек, которые продавались на местных рынках. Чтобы добраться до воска, местные жители карабкались по стволам или срубали пальмы. Эта практика привела к гибели сотен растений.
В Перу (регион Амазонас) практику срубания взрослых пальм и сбора воска продолжают до сих пор. Срубленные стволы укладывают на черную ткань и оббивают, пока весь воск не опадет в виде мелких хлопьев. Затем эти хлопья расплавляют и смешивают с пчелиным воском, чтобы пропитать льняные ткани, из которых делают факелы для наружного освещения. Помимо этого, в Перу популяции этого вида широко вырубаются для строительства домов и установки столбов, а стволы распиливают для покрытия стен внутри помещений. В Колумбии Киндиойская восковая пальма также выращивается как декоративное растение.
С экологической точки зрения Киндиойская восковая пальма играет важную роль в естественной среде и является местом обитания и пищей для многих видов, находящихся под угрозой исчезновения. Плоды этой пальмы привлекают разнообразных птиц и млекопитающих.

## Охранный статус

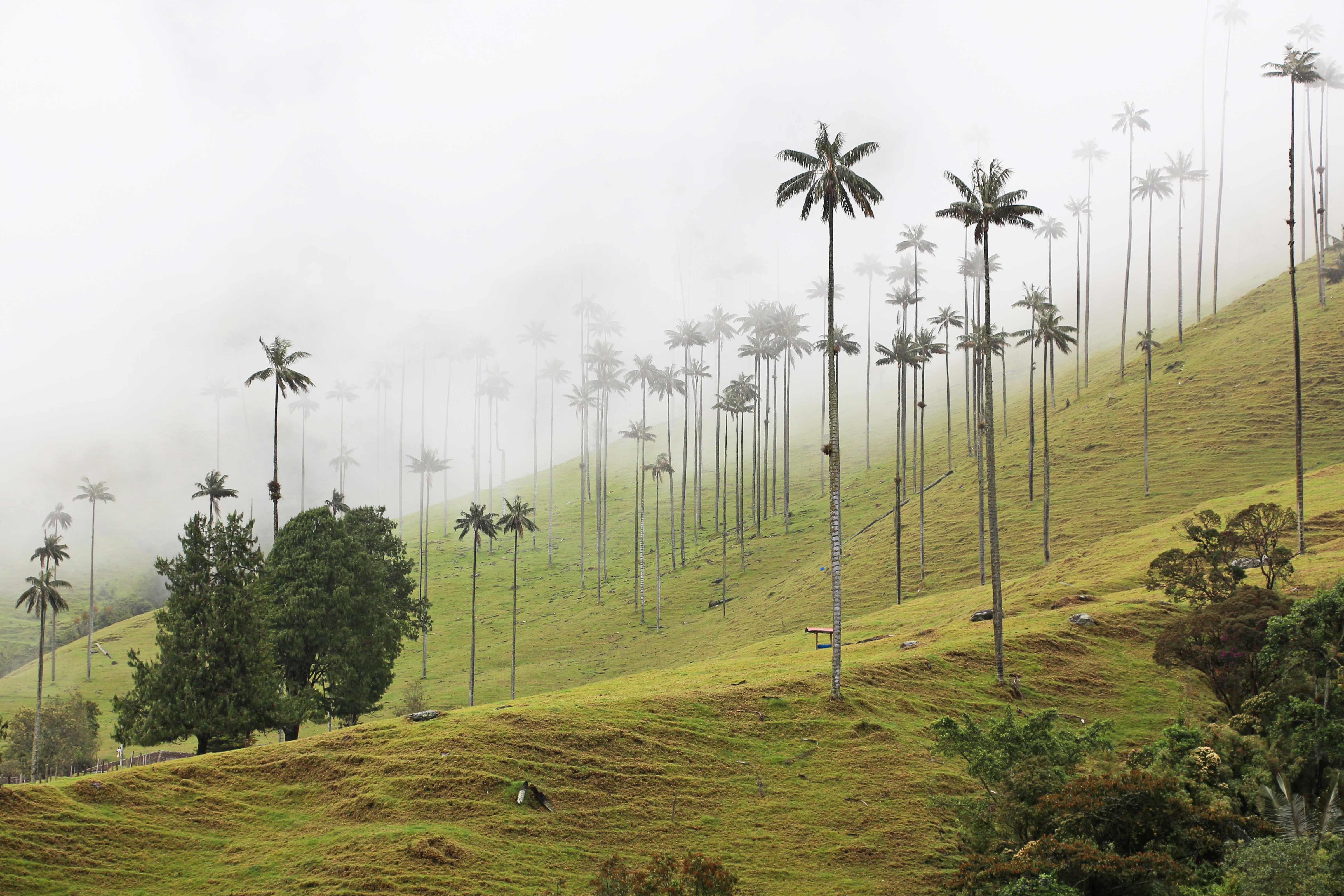
Долина Кокора, Колумбия

В прошлом веке Киндиойская восковая пальма была распространена по всей Колумбии, однако большинство лесных участков, где рос этот вид, были превращены в пастбища. Это привело к угрозе вымирания, поскольку молодые сеянцы уничтожаются и не вырастают до взрослых экземпляров. Кроме того, постоянное срезание молодых листьев для празднования Вербного воскресенья приводит к гибели многих пальм и замедлению их нормального роста. В последнее десятилетие также большое количество взрослых деревьев было поражено новым и неизвестным заболеванием. В Перу ситуация с этим видом считается схожей с колумбийской. Необходимо проводить дальнейшие исследования для определения точного статуса сохранения пальмы в Перу.